# Augusta Henriques
 (avril 2023).
Augusta Henriques est une militante, éducatrice et ministre du gouvernement de la Guinée-Bissau. Elle a reçu en 2012, le prix Ramsar pour la conservation des zones humides (Gestion),.
En 1991, Henriques a cofondé l'Organisation non gouvernementale Tiniguena, qui milite pour l'action en faveur de la biodiversité et la participation communautaire en Guinée-Bissau. Elle a été fondatrice et administratrice de la Foundation for Education with Production, une organisation caritative développée par Patrick van Rensberg.
Henriques a représenté le pays au niveau international, notamment en tant que représentant auprès de l'Union Internationale pour la Conservation de la Nature (UICN). Elle a travaillé au ministère de l'Éducation nationale en tant que responsable de l'andragogie.